# Kunda-dia-Baze
Kunda-dia-Baze è una municipalità dell'Angola appartenente alla provincia di Malanje. Ha 30.947 abitanti (stima del 2006) ed una superficie di 5.098 km².
Il capoluogo è Kunda-dia-Baze.